# آلان هاك
آلان هاك هو رسام سويسري، ولد في 11 أغسطس 1957 في فيفي في سويسرا.